# Schifflange
Schifflange (luxembourgsk: Schëffleng) er en kommune og et byområde i storhertugdømmet Luxembourg. Kommunen, som har et areal på 7,71 km², ligger i kantonen Esch-sur-Alzette i distriktet Luxembourg. I 2005 havde kommunen 8.084 indbyggere. 
49°30′20″N 6°00′45″Ø / 49.5056°N 6.0125°Ø